# Guilmi
Guilmi község (comune) Olaszország Abruzzo régiójában, Chieti megyében.

## Fekvése
A megye központi részén fekszik. Határai: Atessa, Carpineto Sinello, Montazzoli és Roccaspinalveti.

## Története
Első írásos említése 1012-ből származik. A következő századokban nemesi birtok volt. Önállóságát a 19. század elején nyerte el, amikor a Nápolyi Királyságban felszámolták a feudalizmust.

## Népessége
A népesség számának alakulása:

## Főbb látnivalói
- Palazzo Lizzi
- Immacolata Concezione-templom